# حقول السكر (فلم 2016)
حقول السكر أو زهرة السكر (بالإسبانية: Flor de Azúcar) هو فيلم مغامرات-تاريخي دومينيكاني صدر عام 2016 من بطولة هيكتور انيبال، ومن إخراج فرناندو بايز ميلا. الفيلم مبنى على قصة "Encarnación Mendoza's Christmas Eve" للسياسي والمؤرخ والكاتب الدومينيكاني خوان بوش، تم اختيار الفيلم كمدخل لجمهورية الدومينيكان لجائزة أفضل فيلم بلغة أجنبية في حفل توزيع جوائز الأوسكار التاسع والثمانون، لكن لم يتم ترشيحه.

## قصة الفيلم
يُجبر فلاح شاب على الفرار لقتله فلاح مسيء لا إراديا. بعد الاختباء عام كامل في جزيرة صيد نائية، يقرر العودة إلى الريف ولم شمل زوجته وبناته.

## طاقم التمثيل
| - هيكتور أنيبال بدور صموئيل ميندوزا - جوليتا رودريغيز بدور ساسا - فلاديمير أسيفيدو بدور الرقيب روميرو - كريستيان الفاريز بدور ديفيد - كارولين بيكر بدور ماريا فرناندا - فرانسيس كروز بدور فيليكس - والدو دي لا موتا بدور الرقيب ري |  |  |  | - أريانا ليبرون بدور إيلينا - ماريو ليبرون بدور ارتورو البرتو - أكواريلا مرسيدس بدور أكواريلا - عمر راميريز بدور تافيتو - دانيلو رينوسو بدور كابو لويس - جيمس سانتيل بدور ديفو - كاراساف سانشيز بدور حرس الحدود |

## روابط خارجية
- مقالات تستعمل روابط فنية بلا صلة مع ويكي بيانات